# Slower
"Slower" är en låt framförd av den amerikanska artisten Brandy Norwood, inspelad till hennes sjätte studioalbum Two Eleven (2012). Den skrevs av sångaren själv, hiphop-artisten Chris Brown, Breyon Prescott, Sevyn Streeter och Dave Taylor. "Slower" är en låt om intimt umgänge och en av få som Norwood hjälpte till att skriva till skivan. Musikkritiker var positiva till spåret även om många noterade att låtens sexuella innehåll skilde sig från tidigare musik av Norwood. Stycket jämfördes med Justin Timberlakes "My Love" och uppmärksammades för Norwoods sångteknik som var "halvt sjungande och halvt rappande". Billboard noterade att sångaren tillförde "klass" till en komposition som hade "oanständigt" textinnehåll. 

## Inspelning och komposition

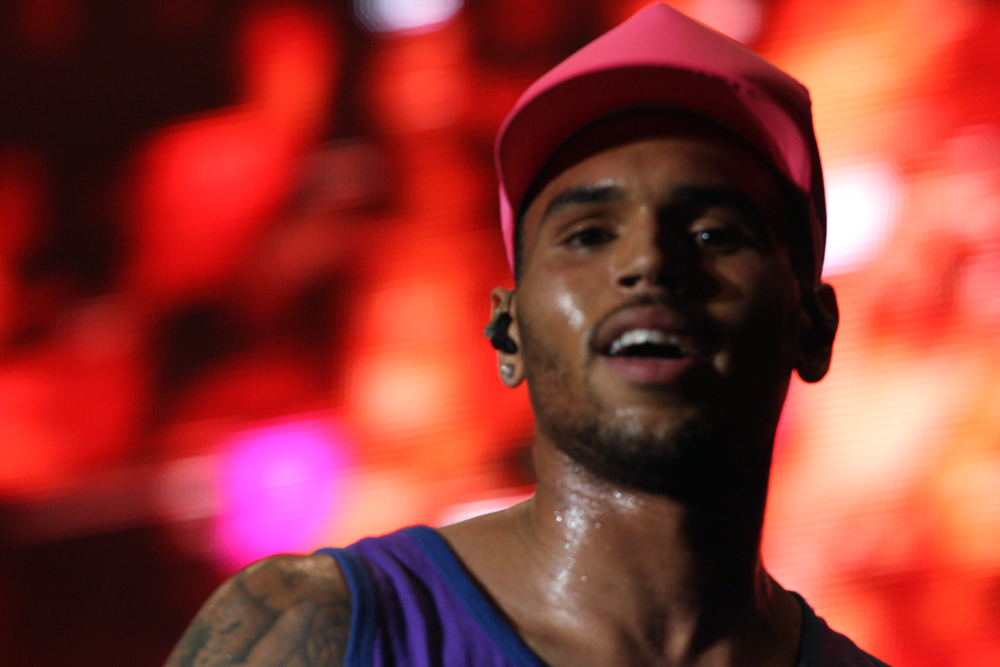
Chris Brown hjälpte till att skriva låten.

"Slower" är en R&B-låt i midtempo och det kortaste spåret på Two Eleven med en speltid på två minuter och femtiosju sekunder (2:57). Den innehåller beatbox-liknande taktslag och syntar. Låten var det första samarbetet mellan Norwood och artisten Chris Brown som skrev delar av låttexten tillsammans med Breyon Prescott, Amber Streeter och Dave Taylor. Musiken skapades av producenten Switch. "Slower" ljudmixades av Jaycen Jushua vid Larrabee Sound Studios i North Hollywood, Kalifornien och assisterades av Trehy Harris. Chris Browns arbete på albumspåret ledde till att han hörde huvudsingeln "Put It Down" och spelade in sina rappverser på låten. I en intervju med Nadeska Alexis från MTV News i augusti 2012, berättade Norwood om samarbetet: "Chris Brown skrev ett albumspår, "Slower", så han hörde såklart vilka andra låtar jag spelat in till skivan. Utan att jag visste om det spelade han in sina rappverser, det var en väldigt organisk och autentisk process."
"Slower" är en låt om intimt umgänge där framföraren sjunger om att inte "skynda" utan istället "ta det långsammare". Låten är, tillsammans med albumspåren "Without You" och "Do You Know What You Have?", den enda på Two Eleven som Norwood hjälpte till att skriva. Under musikstyckets gång använder hon både sång och "rappsång" liknande den på Mariah Careys "We Belong Together" (2005) och Toni Braxtons "Trippin' (That's the Way Love Works)" (2005). I låtens första verser sjunger framföraren: "Come here, let mama bring you up to speed/ A couple of changes, A couple of things I want to go over/ Couple of hours is all I need". I refrängen upprepas ordet "slower" åtta gånger och varvas med meningarna "Just take it slower" och "Don't speed it up boy we can go slower".

## Mottagande
De flesta musikrecensenter var positiva till "Slower" även om många noterade att låtens textinnehåll var annorlunda jämfört med tidigare musik av Norwood. Christina Lee från Idolator jämförde låten med Justin Timberlakes "My Love" och skrev: "Hennes röst är inte 'muskulös' utan istället kvick. Som tur är samarbetar hon med producenter som vet hur de ska använda hennes röst på rätt sätt". Både Andy Kellman från Allmusic och Fredrik Thorén från Gaffa, ansåg att låten var en av de bästa på Two Eleven. Kellman skrev: "Brandys toner svävar lekfullt över en enastående bakgrund. Hon växlar mellan att sjunga avslappnat och snabbt, båda är lika stimulerande." Andrew Hampp från Billboard skrev:

En av de första låtarna på albumet är "Slower" som skrevs av Chris Brown. Den har skakiga, beatbox-liknande taktslag som skulle kunna höra hemma på Afrodisiac från 2005 och milt generande prat om sex som skulle ha passat bättre på Browns Fortune-album. Brandy verkar inte helt bekväm med den oanständiga texten och meddelar: "I know you wanna beat it up, up/But I'm sorry/That ain't really my thing" utan erbjuder istället: "...touching all over my body/And kissing and licking up on me". Det är inte i närheten av oralsexet på den senaste singeln av Rihanna. Brandy hittar snarare på sätt att tillföra klass till något som annars skulle ha varit en sexlåt.

Internetsidan The Lava Lizard skrev liknande: "I 'Slower' och 'Paint This House' omfamnar Brandy självsäkert sin sexualitet både bokstavligt och bildligt medan hon befaller en älskare med sin varsamma sång". Skribenten avslutade med att skriva: "Faktum är att tjejen vi ser i intervjuer har gett plats till en kvinna som vet precis vad hon vill ha och hur hon vill ha det. Det är nästan som om hennes pinsamt obekväma musikvideo till 'Afrodisiac' aldrig hade hänt. Observera 'nästan'." Bloggen Random J Pop ansåg att Brandy lät som "en helt ny artist" samtidigt som "Slower" var en "typisk Brandy-låt". Toya från webbplatsen Toya'z World skrev: "Brandy sätter foten på bromsen inför nästa steg i en ny relation. Sångaren använder lena och fängslande stämmor i det lågmälda numret".

## Musikmedverkande
- Brandy Norwood – huvudsång, bakgrundssång, låtskrivare
- Jaycen Joshua – ljudmix
- Switch (H-Money) – lproducent
- Dave Taylor – låtskrivare
- Trehy Harris – assisterande ljudtekniker
- Chris Brown – låtskrivare
- Breyon Prescott – A&R, låtskrivare
- Amber Streeter – låtskrivare